# Islamska umetnost v Španiji
Islamska arhitektura v Španiji
Španijo v srednjem veku močno zaznamuje prisotnost islama. Od leta 711 pa do leta 1492 (ko kristjani ponovno zavzamejo Granado), je bila Španija pod islamsko oblastjo. Poleg religije je islam v Španijo prinesel še mnogo drugih stvari, kot so jezik, kultura…, še posebej pa je imel vpliv na umetnost Iberskega polotoka. V gradbeništvu in arhitekturi je imel močan vpliv na slog gradnje in na gradnjo mošej, palač, ter risanju arhitekturnih načrtov. Vplival je tudi na književnost in jezik. Vladarji so v svoje palače vabili pisce in pesnike celotne takratne Al Andaluz, kjer so jim zagotovili pogoje za njihov uspeh ter plodovito delovanje.
Mozarabska umetnost je prva umetnost, ki je v takratni Al Andaluz nastala s sintezo islamske in krščanske umetnosti. Njene glavne lastnosti so, da je izgubila zunanjo dekoracijo; tloris je postal mnogo bolj raznolik, oboki so dobili podkvasto obliko, za podporo so začeli graditi stebre okrašene s kapiteli, pojavljati so se začeli vzorci rastlin in strehe so začele štrleti preko roba. Primere takšne umetnosti lahko vidimo v Kastilji, Kantabriji, Aragoniji, Rioji, Katalonji in Galiciji. Ene izmed najbolj znanih stavb so samostan San Miguel de Escalada, cerkev Santa María de Melque, kraljevi samostan San Juan de la Peña...
Mavrska umetnost je v 11. stoletju začela prevladovati nad špansko umetnostjo in arhitekturo. Mavrska umetnost se je zgledovala po vzorcih islamske umetnosti v njihovi zlati dobi. Najbolje se to opazi v slikarstvu. Mavrsko slikarstvo je temeljilo na dekorativnem pomenu, tako da je tudi mavrska arhitektura dobila dekorativno podobo z veliko kaligrafije. Takšne vzorce lahko zasledimo v notranjosti Veliki mošeji v Córdobi. 
Dva veliki rodbini, ki sta vladali med 11. in 14. stoletjem, sta bili Almoravidi in Almohadi. Umetnost Almoravidov je prepoznavna po uporabi opek in mavca. Zidovi so bili prepleteni z dekorativnimi vzorci rastlin, oboki pa z osebnimi arhitekturnimi okraski muqarnas. Almohadi so v umetnosti veliko podedovali po svojih prednikih Almoravidih. Dodali pa so še svoj pristop z njihovo striktno religiozno naravnanostjo. Značilnosti njihove arhitekture so se izražale skozi preprostost in zmernost. Notranjost je bila bolj svetle, bele barve, prevladovala je simetrija in prostornost. Oboki so obdržali značilnosti Almoravidov. Med pomembnimi podatki je tudi ta, da so bili Almohadi vojaški imperij in so temu primerno gradili zgradbe v obrambni namen. Eden izmed lepših primerov je Torre del Oro v Seviliji. 
Sledila je veja mavrske umetnosti imenovana magrebska umetnost ali mudéjar slog. V njem je prevladovala uporaba kompleksnih islamskih geometričnih vzorcev, kovinskih ornamentov, opeke in ploščic. Ta umetnost je še posebej pomembna zato, ker se je ohranila v nadaljnji španski umetnosti. Zasledimo jo v notranjosti palače Alcázar v Toledu. Mudéjar slog se v 13. stoletju nadaljuje in se združi z gotskim slogom. Med značilnostmi tega združenja je gradnja stolpov kot so npr.: Stolp v Teruelu, Stolp cerkve La Merced, Stolp San Martín… Vsi ti stolpi so kvadrataste oblike zaradi karakteristik pravokotnih opek. Okrašeni pa so z zeleno ali črno pobarvanim ploščicam mudéjar sloga. 
V 14. stoletju se je mirno obdobje številnih religij končalo. Judje in muslimani so se bili primorani pokoriti krščanski veri ali pa so bili izgnani iz Španije. Alhambra, ki je bila v tem obdobju prenovljena in povečana, bolj natančno leta 1333, je ena izmed zadnjih stoječih islamskih spomenikov v Španiji. Alhambra je bila prvotno zgrajena kot utrdba namenjena uporabi zadnjemu islamskemu vladarju na Iberskem polotoku. Umetnost tega spomenika je zajemala značilnosti vseh osemsto let islamske vladavine (podkvasti oboki, stebri s kapiteli, dekoracijo…) zmešane z novitetami. Stene pa so bile tipično narejene in okrašene kot je bilo značilno za mavrski slog (kaligrafija, dekoracija, geometrijski vzorci…). Seveda ta umetnost ne nastopa samo v Alhambri, temveč tudi v nekaterih drugih spomenikih Iberskega polotoka (Sala de la Barca, Patio de los Leónes,…) 